# Солийн Данзан
Солийн Данзан (1885—1924) — монгольский политический деятель, один из основателей Монгольской народно-революционной партии.

## Биография
Выходец из аратов Сайн-нойон-ханского аймака. В период Богдо-ханской Монголии работал таможенным чиновником.
В 1919 году создал подпольную ячейку «Восточное хурэ», а затем объединившись с группой «Консульской холм» была создана 25 июня 1920 года Монгольская народная партия (МНП). 1 марта 1921 года Данзан был выбран первым председателем МНП на I Съезде МНП, проходившем в Кяхте.
Входил в состав делегации Монгольской народной партии, направленной в 1920 году в Москву и встречавшуюся с В. И. Лениным.
Занимал должность Министра финансов в составе временного Народного правительства и сформированного 10 июля 1921 года постоянного Народного правительства Монголии. С 3 марта по 26 сентября 1921 года был председателем ЦК МНП. Вёл борьбу за руководство МНП с Догсомыном Бодоо, добившись его казни, а затем с Сухэ-Батором.
После смерти последнего обвинён в контрреволюционной деятельности и расстрелян в августе 1924 года во время работы III съезда МНП. Элбек-Доржи Ринчино и Цэрэн-Очирын Дамбадорж, деятели левой и правой фракции МНП соответственно, привели доводы, свидетельствовавшие о ведении Солийном Данзаном пробуржуазной политики в бизнес-интересах американских и китайских компаний, и тот был казнён в течение суток. Помимо всего прочего, его объявили японским шпионом, причастным к «отравлению» Сухэ-Батора. С. Данзан был реабилитирован в 1962 году.